# 貝德福郡旗
貝德福郡旗是英國英格蘭貝德福郡旗的郡旗，系基於舊貝德福郡議會的旗幟設計。貝德福郡旗設計於1951年，並在2014年獲得郡議會通過，正式成為貝德福郡的旗幟。

## 外部連結
- Flag Institute - Bedfordshire （页面存档备份，存于）
- The Friends of Bedfordshire Society （页面存档备份，存于）